# Nosographie
La nosographie est la description et la classification méthodique des maladies. Elle est également appelée « histoire de la maladie », (du grec noso-, maladie et -graphie, écrire). C'est un élément constitutif de la  nosologie.